# Мільтон Моліна
Мільтон Александер Моліна Мігель (ісп. Milton Alexander Molina Miguel, нар. 2 лютого 1989, Метапан, Сальвадор) — сальвадорський футболіст, захисник національної збірної Сальвадору та клубу «Ісідро Метапан».

## Клубна кар'єра
У дорослому футболі дебютував 2009 року виступами за команду клубу «Ісідро Метапан», кольори якої захищає й донині.

## Виступи за збірні
Протягом 2010—2012 років залучався до складу молодіжної збірної Сальвадору. На молодіжному рівні зіграв у 8 офіційних матчах, забив 1 гол.
2011 року дебютував в офіційних матчах у складі національної збірної Сальвадору. Станом на 14 червня 2017 провів у формі головної команди країни 29 матчів.
У складі збірної був учасником розіграшу Золотого кубка КОНКАКАФ 2015 року в США та Канаді, розіграшу Золотого кубка КОНКАКАФ 2017 року у США.